# Malle (Likiep)
Malle (weitere Bezeichnung: Melle, Mille) ist ein kleines Motu des Likiep-Atolls der pazifischen Inselrepublik Marshallinseln.

## Geographie
Malle liegt zusammen mit Liklal und den kleineren Motu Anenaan, Aubanuku und Kidenkan an der Nordspitze des Riffsaums im Likiep-Atolls. Nach Süden schließt sich in ca. 3 km Entfernung das winzige Rongrik an. Die Insel ist unbewohnt.